# Frédéric Koch
Frédéric Koch, né le 5 juin 1830 à Paris, et mort le 20 mars 1890 à Montpellier, est un militaire français.

## Biographie
Né à Paris de Jean-Baptiste Koch (1782-1861), chef de bataillon, et Françoise Césarine Guillemot. Il entre à Saint-Cyr en 1848. Puis il fait toute sa carrière dans l'infanterie : nommé sous-lieutenant du 6e régiment d'infanterie légère le 1er octobre 1850, capitaine lors de la Guerre de Crimée en 1855, nommé chef de bataillon lors de la guerre franco-allemande de 1870, colonel du 102e régiment d'infanterie le 9 juillet 1882 et promu finalement général de brigade le 29 mars 1889 à la 61e brigade d'infanterie.
Il épouse Henriette Marie Monard (1843-1932) le 26 octobre 1871.
À la suite d'une chute de cheval, il meurt le 20 mars 1890,,. Ses obsèques ont lieu au temple protestant de Montpellier avant le transfert de sa dépouille sur Paris. Il est inhumé, en compagnie de son épouse, au cimetière du Père-Lachaise (91e division).

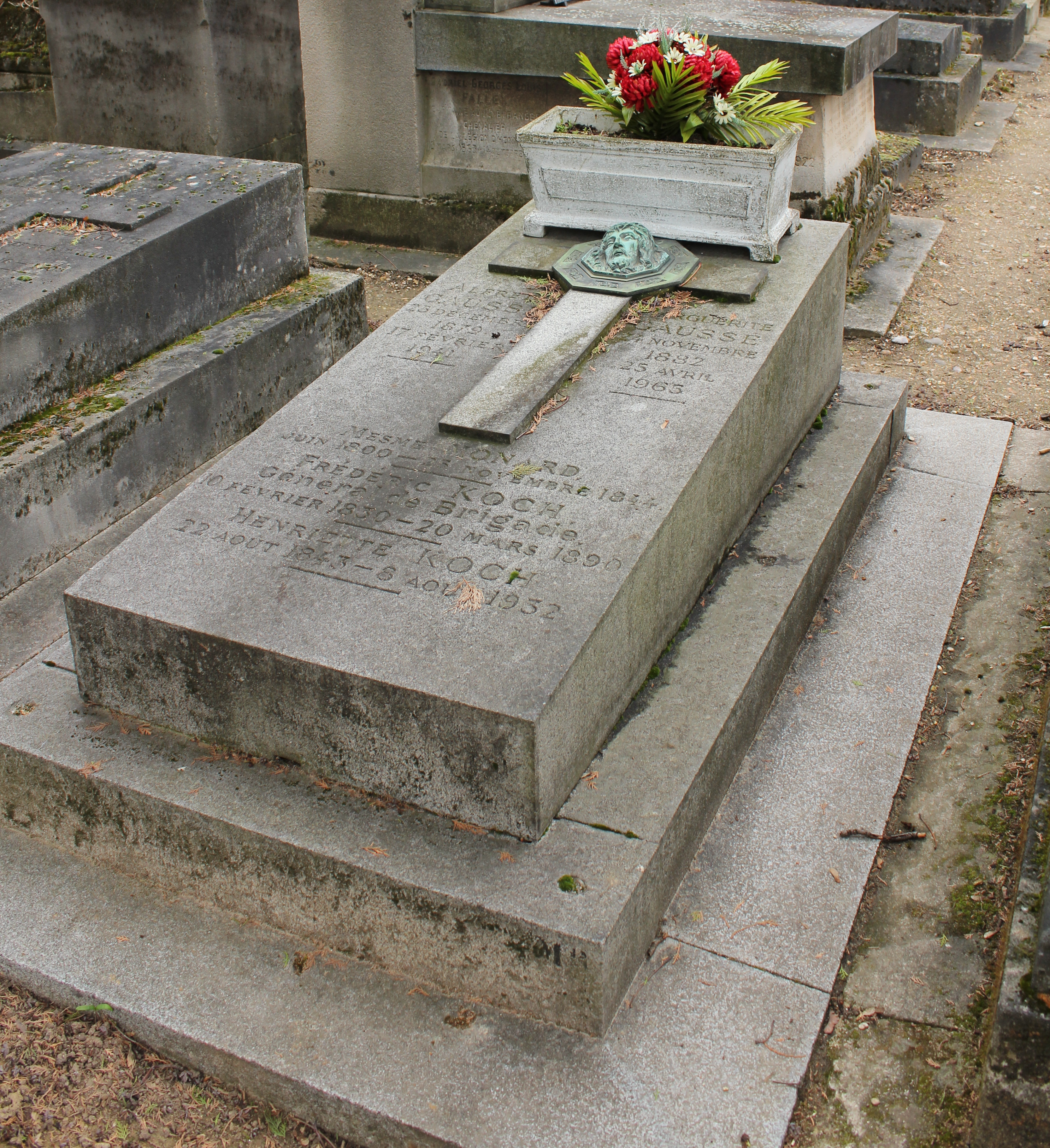
Tombe au cimetière du Père-Lachaise.

### Postes
- 6e régiment d'infanterie légère [5]
- 81e régiment d'infanterie de ligne[5] ;
- 141e régiment d'infanterie de ligne[5] ;
- 102e régiment d'infanterie[5] ;
- 61e brigade d'infanterie[6].

### Grades
- Sous-lieutenant (1er octobre 1850)[5] ;
- Lieutenant (30 décembre 1852)[5] ;
- Capitaine (1er septembre 1855)[5] ;
- Capitaine adjudant-major (2 mai 1859)[5] ;
- Chef de bataillon (11 septembre 1870)[5] ;
- Lieutenant-colonel (26 juin 1877)[5] ;
- Colonel (9 juillet 1882)[5] ;
- Général de brigade (29 mars 1889)[3],[6].

### Décorations
- Chevalier (11 avril 1870)[11] ;
- Officier de la Légion d'honneur (7 juillet 1885)[11].